# SB/DV 17c sorozat
Az SB/DV 17c sorozat a Déli Vasút egyik 2B tengelyelrendezésű gyorsvonati szerkocsis gőzmozdonya volt, melynek egyes példányai a Duna–Száva–Adria Vasútnál (DSA) is tovább szolgáltak és e vasút állami kezelésbe vételével a mozdonyok a MÁV-hoz kerültek, ahol a MÁV 226 sorozatjelet kapták.